# Liegi-Bastogne-Liegi 2010
La Liegi-Bastogne-Liegi 2010, novantaseiesima edizione della corsa, si svolse il 25 aprile 2010 per un percorso di 258 km da Liegi ad Ans. Fu vinta dal kazako Aleksandr Vinokurov, al traguardo in 6h37'48".

## Percorso

### Côtes
Le undici salite inserite nell'edizione 2010
| Numero | Nome                         | Chilometro | Lunghezza (m) | Pendenza media (%) |
| ------ | ---------------------------- | ---------- | ------------- | ------------------ |
| 11     | Côte de la Roche-en-Ardenne  | 69         | 2800          | 4,9                |
| 10     | Côte de Saint-Roch           | 116        | 800           | 12,0               |
| 9      | Côte de Wanne                | 159        | 2700          | 7,0                |
| 8      | Côte de Stockeu              | 166        | 1100          | 10,5               |
| 7      | Côte de la Haute-Levée       | 172,5      | 3600          | 5,7                |
| 6      | Col du Rosier                | 186        | 6400          | 4,0                |
| 5      | Côte du Maquisard            | 198        | 2800          | 4,5                |
| 4      | Mont-Theux                   | 209        | 2700          | 5,2                |
| 3      | Côte de La Redoute           | 223        | 2100          | 8,4                |
| 2      | Côte de la Roche aux Faucons | 238        | 1500          | 9,9                |
| 1      | Côte de Saint-Nicolas        | 252        | 1000          | 11,1               |

## Squadre e corridori partecipanti
| N.      | Cod. | Squadra             |
| ------- | ---- | ------------------- |
| 1-8     | SAX  | Team Saxo Bank      |
| 11-18   | GCE  | Caisse d'Epargne    |
| 21-28   | OLO  | Omega Pharma-Lotto  |
| 31-38   | KAT  | Team Katusha        |
| 41-48   | SKY  | Team Sky            |
| 51-58   | LAM  | Lampre-Farnese Vini |
| 61-68   | FDJ  | Française des Jeux  |
| 71-78   | EUS  | Euskaltel-Euskadi   |
| 81-88   | GRM  | Garmin-Transitions  |
| 91-98   | QST  | Quick Step          |
| 101-108 | RAB  | Rabobank            |
| 111-118 | ALM  | AG2R La Mondiale    |
| 121-128 | BMC  | BMC Racing Team     |

| N.      | Cod. | Squadra                      |
| ------- | ---- | ---------------------------- |
| 131-138 | CTT  | Cervélo TestTeam             |
| 141-148 | AST  | Astana                       |
| 151-158 | COF  | Cofidis                      |
| 161-168 | MRM  | Team Milram                  |
| 171-178 | RSH  | Team RadioShack              |
| 181-188 | AND  | Androni Giocattoli           |
| 191-198 | THR  | Team HTC-Columbia            |
| 201-208 | BTL  | Bbox Bouygues Telecom        |
| 211-218 | LIQ  | Liquigas-Doimo               |
| 221-228 | ASA  | Acqua & Sapone               |
| 231-238 | TSV  | Topsport Vlaanderen-Mercator |
| 241-248 | LAN  | Landbouwkrediet-Colnago      |

## Ordine d'arrivo (Top 10)
| Pos. | Corridore           | Squadra      | Tempo    |
| ---- | ------------------- | ------------ | -------- |
| 1    | Aleksandr Vinokurov | Astana       | 6h37'48" |
| 2    | Aleksandr Kolobnev  | Katusha      | a 6"     |
|      | Alejandro Valverde  | C. d'Epargne | a 1'04"  |
| 3    | Philippe Gilbert    | Omega Pharma | s.t.     |
| 4    | Cadel Evans         | BMC          | s.t.     |
| 5    | Andy Schleck        | Saxo Bank    | a 1'07"  |
| 6    | Igor Antón          | Euskaltel    | s.t.     |
| 7    | Christopher Horner  | RadioShack   | s.t.     |
| 8    | Fränk Schleck       | Saxo Bank    | s.t.     |
| 9    | Alberto Contador    | Astana       | s.t.     |

## Punteggi UCI
| Pos. | Corridore           | Squadra      | Punti |
| ---- | ------------------- | ------------ | ----- |
| 1    | Aleksandr Vinokurov | Astana       | 100   |
| 2    | Aleksandr Kolobnev  | Katusha      | 80    |
| 3    | Alejandro Valverde  | C. d'Epargne | 70    |
| 4    | Philippe Gilbert    | Omega Pharma | 60    |
| 5    | Cadel Evans         | BMC          | 50    |
| 6    | Andy Schleck        | Saxo Bank    | 40    |
| 7    | Igor Antón          | Euskaltel    | 30    |
| 8    | Christopher Horner  | RadioShack   | 20    |
| 9    | Fränk Schleck       | Saxo Bank    | 10    |
| 10   | Alberto Contador    | Astana       | 4     |

| Pos. | Squadra            | Punti |
| ---- | ------------------ | ----- |
| 1    | Astana             | 104   |
| 2    | Team Katusha       | 80    |
| 3    | Caisse d'Epargne   | 70    |
| 4    | Omega Pharma-Lotto | 60    |
| 5    | BMC Racing Team    | 50    |
| 6    | Team Saxo Bank     | 50    |
| 7    | Euskaltel-Euskadi  | 30    |
| 8    | Team RadioShack    | 20    |

| Pos. | Squadra     | Punti |
| ---- | ----------- | ----- |
| 1    | Kazakistan  | 100   |
| 2    | Russia      | 80    |
| 3    | Belgio      | 60    |
| 4    | Australia   | 50    |
| 5    | Lussemburgo | 50    |
| 6    | Spagna      | 34    |
| 7    | Stati Uniti | 20    |